# Větrné mlýny Angla
Větrné mlýny Angla, estonsky Angla tuulikud, Angla tuulikumägi nebo Angla tuulikutemäel, jsou skanzenem pěti dřevěných větrných mlýnů. Nacházejí se ve vesnici Angla u silnice vedoucí z Upa do Leisi, v severní části ostrova Saaremaa v kraji Saaremaa v Estonsku.

## Další informace
Čtyři mlýny jsou postaveny jako sloupové větrné mlýny a pátý mlýn je postaven jako holandský větrný mlýn. Skanzen prezentuje jednu z nejzachovalejších a původních skupin větrných mlýnů v Estonsku. Všechny větrné mlýny se nacházejí na svém původním místě. Nejstarší mlýn byl postaven pravděpodobně někdy mezi léty 1800 až 1809 a nejmladší pochází z roku 1927. Po druhé světové válce zde bylo ukončeno mletí. S renovací mlýna, kterou lze datovat jako založení muzea, se začalo v roce 1970. Mlýny však mají uvnitř také starší konstrukční prvky pocházející z dřívějších přestaveb a oprav mlýnů. Na místě jsou také expozice zemědělských strojů a ukázka mletí mouky. Vstup je zpoplatněn.

## Galerie

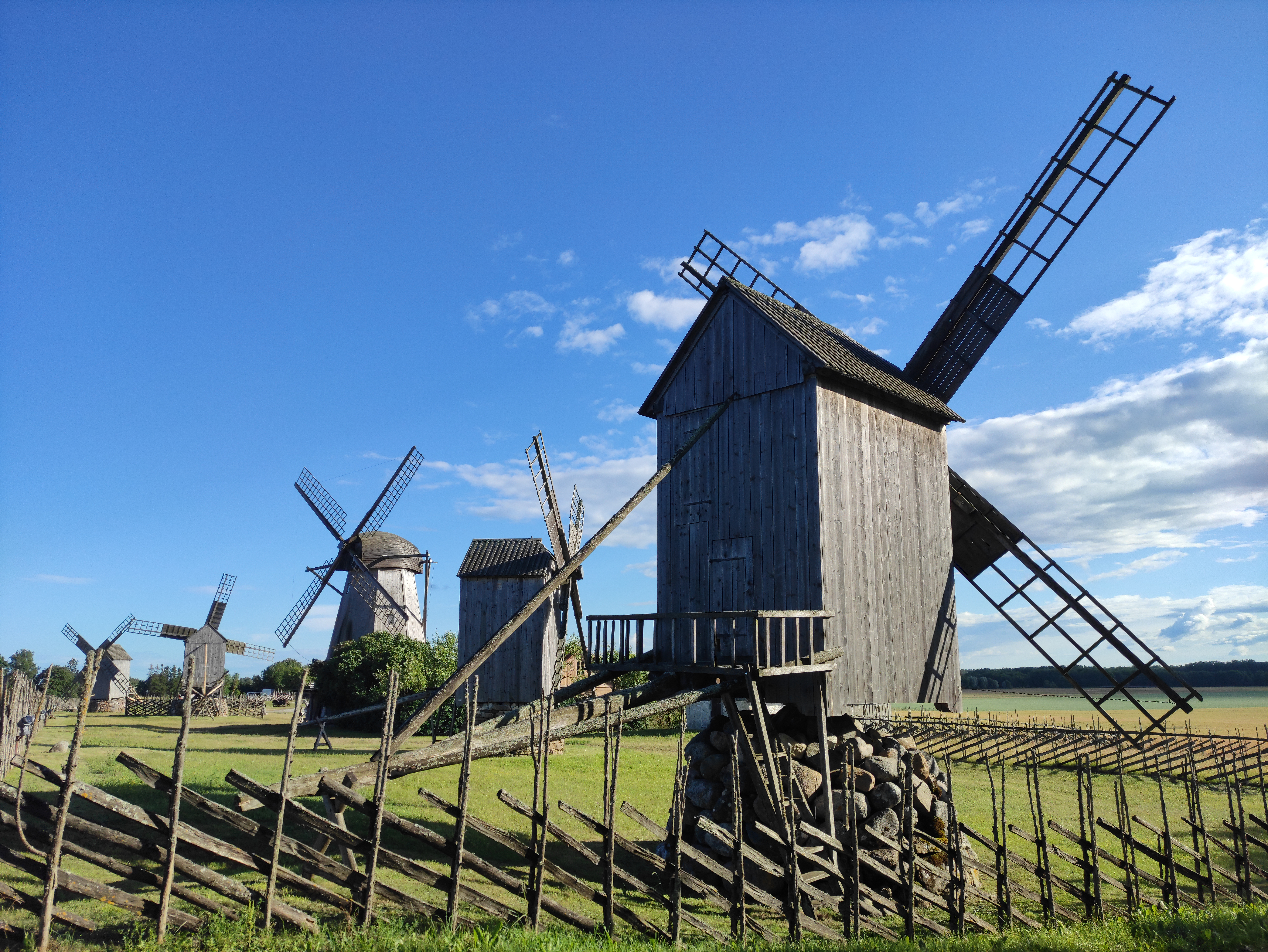
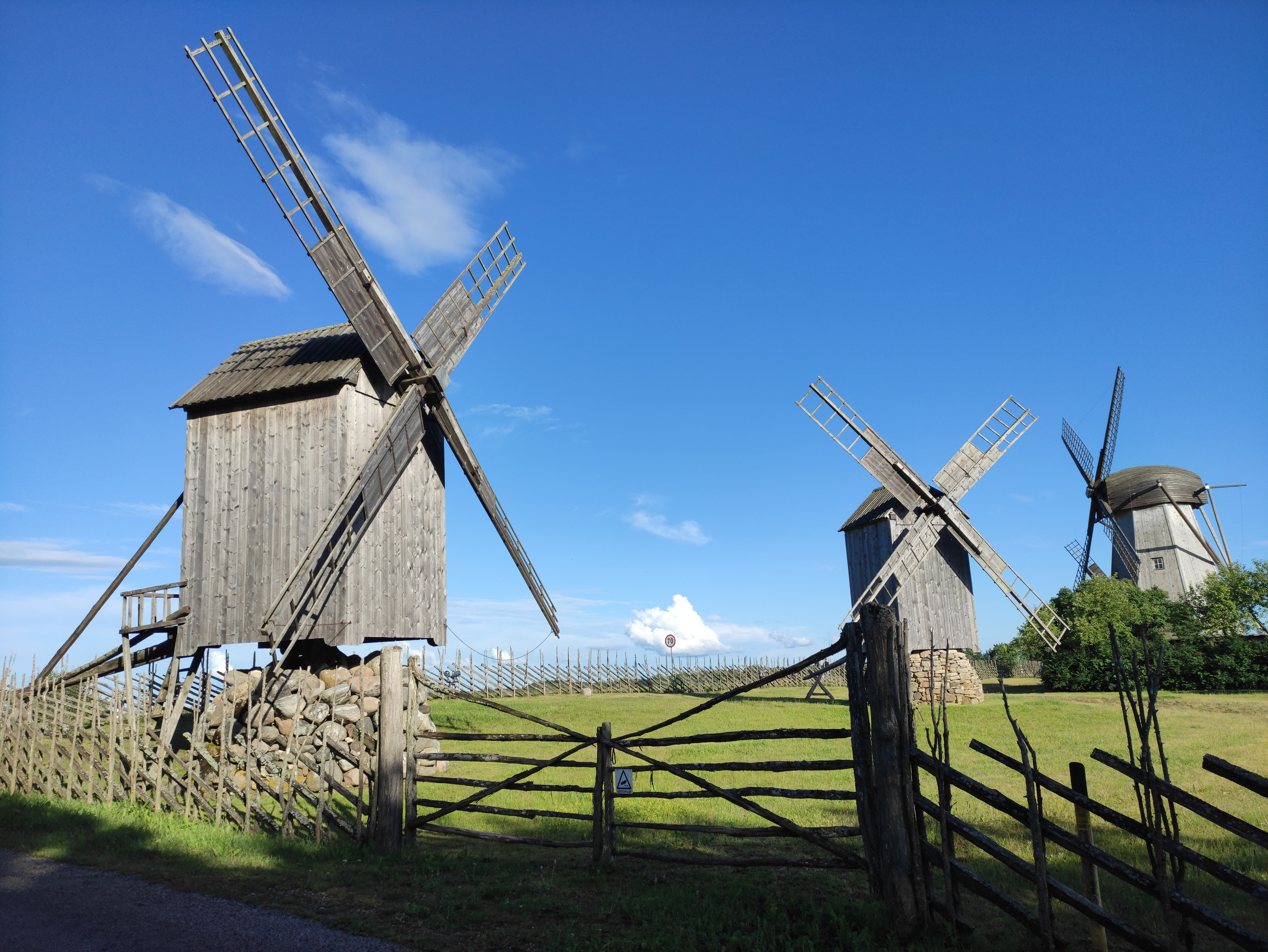